# Sokogelap
Sokogelap is een bestuurslaag in het regentschap Purworejo van de provincie Midden-Java, Indonesië. Sokogelap telt 583 inwoners (volkstelling 2010).